# Llista de monuments de Navars
Llista de monuments de Navars inclosos en l'Inventari del Patrimoni Arquitectònic Català per al municipi de Navars (Bages). Inclou els inscrits en el Registre de Béns Culturals d'Interès Nacional (BCIN) amb la classificació de monuments històrics i els béns culturals d'interès local (BCIL) de caràcter arquitectònic.
| Monument                                                                                            | Protecció    | Estil/època                         | Localització                                                    | Coordenades                                          | Codi?         | Imatge |
| --------------------------------------------------------------------------------------------------- | ------------ | ----------------------------------- | --------------------------------------------------------------- | ---------------------------------------------------- | ------------- | --- |
| Castell de Castelladral                                                                             | BCIN 1111-MH | Medieval                            | Navars                                                          | 41° 53′ 56″ N, 1° 46′ 47″ E / 41.898961°N,1.779716°E | RI-51-0005560 | Carregueu una nova foto d'aquest monument |
| Castell de Mujal                                                                                    | BCIN 1112-MH | XVI                                 | Navars                                                          | 41° 53′ 37″ N, 1° 51′ 19″ E / 41.893638°N,1.855287°E | RI-51-0005561 | Carregueu una nova foto d'aquest monument |
| Església parroquial de la Sagrada Família de Navars                                                 |              | Darreres tendències XIX-XX          | Navars Pl. de l'Església                                        | 41° 53′ 57″ N, 1° 52′ 49″ E / 41.899160°N,1.880413°E | IPA-16849     | Església parroquial de la Sagrada Família de Navars · Vegeu més fotos d'aquest monument · Carregueu una nova foto d'aquest monument                |
| Can Ribes                                                                                           |              | Obra popular, barroc XVII-XVIII     | Navars Ctra. Serrateix                                          | 41° 54′ 05″ N, 1° 52′ 27″ E / 41.901282°N,1.874254°E | IPA-16850     | Carregueu una nova foto d'aquest monument |
| Can Vall                                                                                            |              | Obra popular XVII-XVIII             | Navars Ctra. Serrateix, 2 km pista mà dreta, 30 m               | 41° 54′ 06″ N, 1° 52′ 29″ E / 41.901692°N,1.874741°E | IPA-16851     | Carregueu una nova foto d'aquest monument |
| Colònia Palà de Torroella, o Palà Vell                                                              |              | XIX-XX                              | Navars                                                          | 41° 51′ 18″ N, 1° 43′ 11″ E / 41.855062°N,1.719669°E | IPA-16852     | Colònia Palà de Torroella (Navars) · Vegeu més fotos d'aquest monument · Carregueu una nova foto d'aquest monument                                 |
| Torre del director i treballadors de la Colònia Palà Vell                                           |              | Eclecticisme XIX-XX                 | Navars Colònia Palà Vell                                        | 41° 51′ 19″ N, 1° 43′ 11″ E / 41.855331°N,1.719764°E | IPA-16853     | Torre del director i treballadors de la Colònia Palà Vell (Navars) · Vegeu més fotos d'aquest monument · Carregueu una nova foto d'aquest monument |
| Torre del propietari de la Colònia Palà Vell                                                        |              | Eclecticisme XIX                    | Navars                                                          | 41° 51′ 21″ N, 1° 43′ 09″ E / 41.855786°N,1.719130°E | IPA-16854     | Torre del propietari de la Colònia Palà Vell (Navars) · Vegeu més fotos d'aquest monument · Carregueu una nova foto d'aquest monument              |
| Església del Roser i de Sant Llorenç de Brindis, església de la Mare de Déu de la Colònia Palà Vell |              | Eclecticisme XIX-XX                 | Navars Colònia Palà Vell                                        | 41° 51′ 21″ N, 1° 43′ 10″ E / 41.855714°N,1.719387°E | IPA-16855     | Església del Roser i de Sant Llorenç de Brindis (Navars) · Vegeu més fotos d'aquest monument · Carregueu una nova foto d'aquest monument           |
| Mas el Sunyer de Valldeperes                                                                        |              | Obra popular XVII-XVIII, XIX        | Navars Ctra. C-55 de Súria a Cardona, km 57,9, Valldeperes      | 41° 54′ 30″ N, 1° 43′ 54″ E / 41.908331°N,1.731617°E | IPA-16858     | Mas el Sunyer de Valldeperes (Navars) · Vegeu més fotos d'aquest monument · Carregueu una nova foto d'aquest monument                              |
| Església de Sant Genís de Masadella                                                                 |              | Romànic XII-XVIII                   | Navars Ctra. de Navars a Serrateix, km 3                        | 41° 54′ 35″ N, 1° 51′ 17″ E / 41.909784°N,1.854861°E | IPA-16859     | Carregueu una nova foto d'aquest monument |
| Església de la Santa Creu del Mujal                                                                 |              | Gòtic tardà, obra popular XVIII-XIX | Navars El Mujal                                                 | 41° 53′ 26″ N, 1° 51′ 12″ E / 41.890497°N,1.853340°E | IPA-16860     | Església de la Santa Creu del Mujal (Navars) · Vegeu més fotos d'aquest monument · Carregueu una nova foto d'aquest monument                       |
| Església de Sant Cugat del Racó o Sant Cugat Salou                                                  |              | Romànic XI, XVI                     | Navars Ctra. Navars-Serrateix, km 3,3 trencall mà esquerra      | 41° 53′ 51″ N, 1° 48′ 47″ E / 41.897487°N,1.812933°E | IPA-16861     | Església de Sant Cugat Salou (Navars) · Vegeu més fotos d'aquest monument · Carregueu una nova foto d'aquest monument                              |
| Església de Santa Fe de Valldeperes                                                                 |              | Obra popular XVII                   | Navars Ctra. de Súria a Cardona, km 26, Valldeperes             | 41° 54′ 29″ N, 1° 43′ 53″ E / 41.908074°N,1.731333°E | IPA-16862     | Església de Santa Fe de Valldeperes (Navars) · Vegeu més fotos d'aquest monument · Carregueu una nova foto d'aquest monument                       |
| Església de Santa Maria de les Esglésies                                                            |              | Romànic XIII-XVII                   | Navars A 5 km després del Mujalt, les Esglésies                 | 41° 53′ 34″ N, 1° 49′ 21″ E / 41.892694°N,1.822578°E | IPA-16865     | Església de Santa Maria de les Esglésies (Navars) · Vegeu més fotos d'aquest monument · Carregueu una nova foto d'aquest monument                  |
| Església de Sant Salvador de Torroella                                                              |              | Barroc XVII-XVIII                   | Navars Ctra. de Manresa a Súria, km 19,5                        | 41° 52′ 05″ N, 1° 42′ 48″ E / 41.867989°N,1.713238°E | IPA-16866     | Carregueu una nova foto d'aquest monument |
| Mas de Sant Genís o Mas de Masadella                                                                |              | Obra popular XVII-XVIII             | Navars Ctra. de Navars a Viver, km 3 pista a mà dreta, a 1 km.  | 41° 54′ 33″ N, 1° 51′ 13″ E / 41.909032°N,1.853530°E | IPA-16867     | Carregueu una nova foto d'aquest monument |
| Església de Santa Magdalena de Castelladral                                                         |              | Romànic XII                         | Navars Castelladral                                             | 41° 53′ 07″ N, 1° 46′ 28″ E / 41.885396°N,1.774512°E | IPA-16869     | Carregueu una nova foto d'aquest monument |
| Església de Sant Miquel de Castelladral                                                             |              | Romànic, gòtic tardà XI, XVII-XVIII | Navars Ctra. de Súria a Castelladral, km 9                      | 41° 53′ 56″ N, 1° 46′ 49″ E / 41.899022°N,1.780376°E | IPA-16870     | Església de Sant Miquel de Castelladral (Navars) · Vegeu més fotos d'aquest monument · Carregueu una nova foto d'aquest monument                   |
| Masia el Puiggròs                                                                                   |              | Obra popular XVI-XIX                | Navars Ctra. de Súria a Castelladral, km 6 pista dreta, a 1 km. | 41° 52′ 49″ N, 1° 46′ 13″ E / 41.880289°N,1.770343°E | IPA-16878     | Carregueu una nova foto d'aquest monument |
| La Caseta                                                                                           |              | XV-XIX                              | Navars Ctra. Balsareny a Súria                                  | 41° 52′ 21″ N, 1° 48′ 04″ E / 41.872590°N,1.801192°E | IPA-16881     | Carregueu una nova foto d'aquest monument |
| Cal Xic                                                                                             |              | Obra popular XIX                    | Navars Ctra. Balsareny a Súria                                  | 41° 52′ 23″ N, 1° 47′ 51″ E / 41.872971°N,1.797492°E | IPA-16882     | Carregueu una nova foto d'aquest monument |
| Les Cots                                                                                            |              | Obra popular                        | Navars Camí Sant Cugat a Súria                                  | 41° 52′ 54″ N, 1° 47′ 47″ E / 41.881667°N,1.796271°E | IPA-16883     | Carregueu una nova foto d'aquest monument |
| Les Iglésies                                                                                        |              | Obra popular XIV                    | Navars Camí a Sant Cugat del Racó, les Esglésies                | 41° 53′ 33″ N, 1° 49′ 19″ E / 41.892409°N,1.821986°E | IPA-16884     | Carregueu una nova foto d'aquest monument |
| Cal Taurons                                                                                         |              | Obra popular XIX                    | Navars Camí Sant Cugat del Recó a Súria                         | 41° 53′ 27″ N, 1° 48′ 01″ E / 41.890940°N,1.800144°E | IPA-16885     | Carregueu una nova foto d'aquest monument |
| Casa Soler                                                                                          |              | Obra popular XVI-XIX                | Navars                                                          | 41° 54′ 14″ N, 1° 49′ 13″ E / 41.903963°N,1.820152°E | IPA-16886     | Carregueu una nova foto d'aquest monument |
| Casal dels Peguera                                                                                  |              | XVI                                 | Navars Castelladral                                             | 41° 54′ 01″ N, 1° 46′ 52″ E / 41.900261°N,1.781201°E | IPA-16887     | Carregueu una nova foto d'aquest monument |
| Cal Gusart                                                                                          |              | Obra popular XVIII                  | Navars Riera de Mojal                                           | 41° 53′ 47″ N, 1° 50′ 38″ E / 41.896381°N,1.843763°E | IPA-16889     | Carregueu una nova foto d'aquest monument |
| Barraca de vinya                                                                                    |              | Obra popular                        | Navars Ctra. Navars - el Mojal, km 1                            | 41° 53′ 27″ N, 1° 52′ 03″ E / 41.890942°N,1.867366°E | IPA-16890     | Carregueu una nova foto d'aquest monument |
| Barraca de camp II                                                                                  |              | Obra popular                        | Navars Camí Navars a Gaià, km 1                                 |                                                      | IPA-16891     | Carregueu una nova foto d'aquest monument |
| Barraca de camp III                                                                                 |              | Obra popular                        | Navars Ctra. Navars a Viver, km 3,5                             |                                                      | IPA-16892     | Carregueu una nova foto d'aquest monument |
| Castell de Torroella                                                                                |              | Medieval                            | Navars Sant Salvador de Torroella                               | 41° 52′ 47″ N, 1° 42′ 06″ E / 41.87973°N,1.70161°E   | IPA-42920     | Carregueu una nova foto d'aquest monument |